# ミア・ローズ
ミア・ローズ（Mia Rose、 1987年3月30日 - ）は、アメリカ合衆国のポルノ女優。アラスカ州出身。
姉はアヴァ・ローズ。